# Automobiles Alva

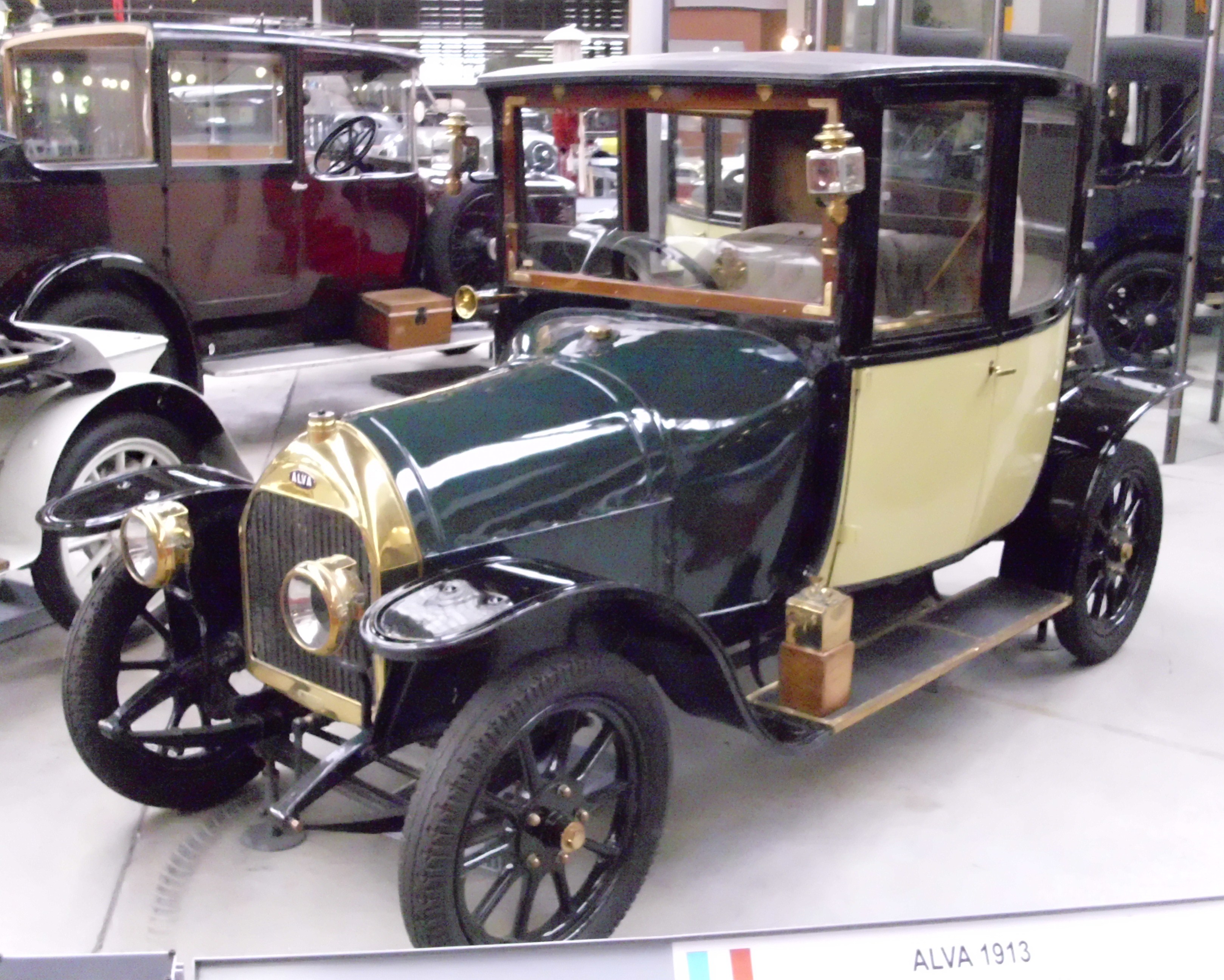
Alva von 1913

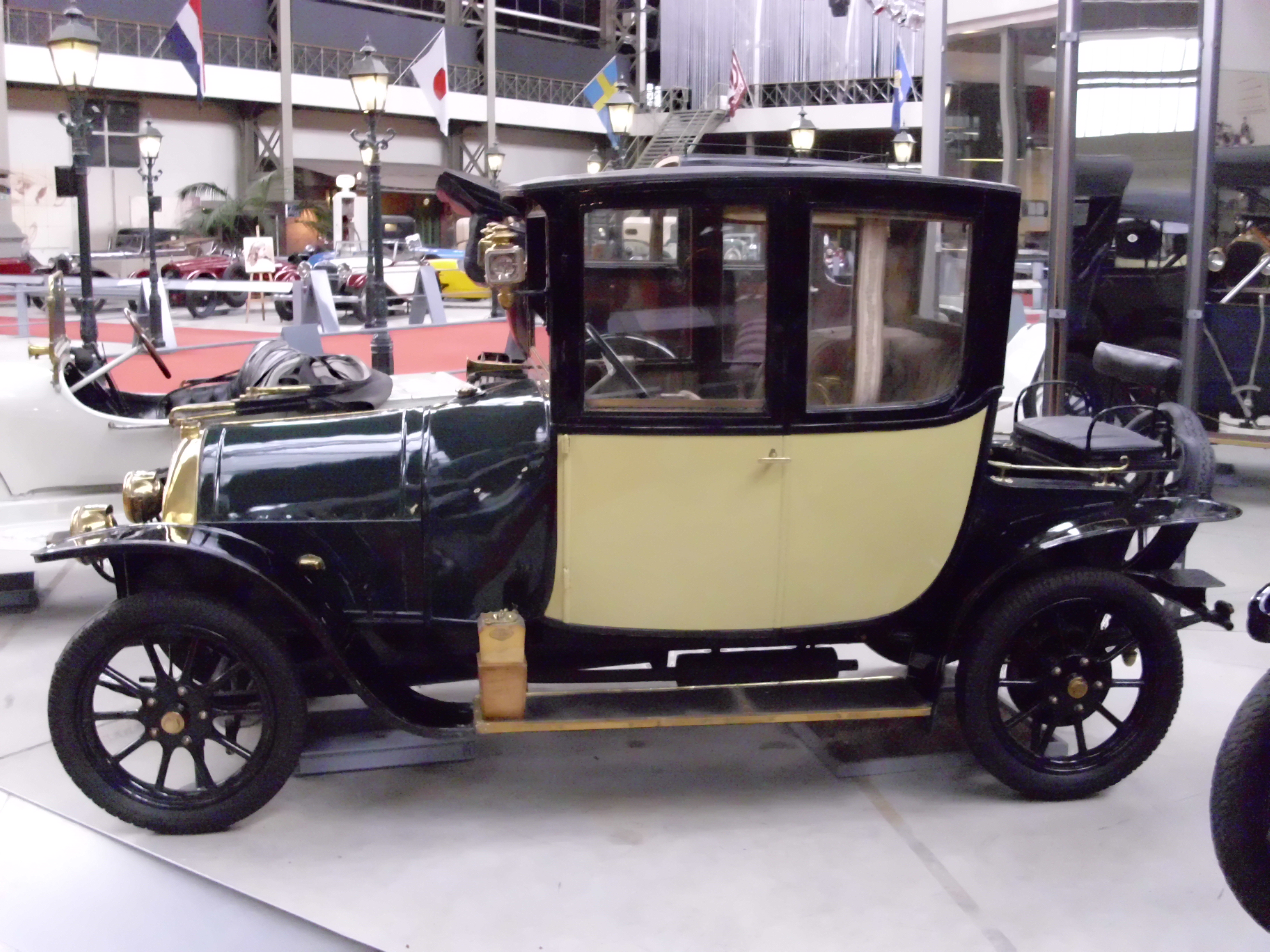
Alva von 1913

Automobiles Alva war ein französischer Hersteller von Automobilen.

## Unternehmensgeschichte
Das Unternehmen aus Courbevoie begann 1913 mit dem Bau von Automobilen. Der Markenname lautete Alva. 1923 endete die Produktion.

## Fahrzeuge
Das Unternehmen stellte verschiedene Vierzylindermodelle her. Im Modell Sport A betrug der Hubraum 1458 cm³, bei den Modellen C und D 1590 cm³. 1921 folgte der AS mit 2297 cm³ Hubraum. Die Motoren kamen von S.C.A.P. und anderen Motorenherstellern. Bereits 1921 waren Vierradbremsen verfügbar.
Ein Fahrzeug dieser Marke ist in der Autoworld Brussels zu besichtigen.